# ルーカス・シュミッツ
ルーカス・シュミッツ（Lukas Schmitz、1988年10月13日 - ）は、西ドイツ・ノルトライン＝ヴェストファーレン州ハッティンゲン出身の元サッカー選手。現役時代のポジションは、ディフェンダー。

## 経歴
TSGシュプロックヘーフェルというクラブでキャリアをスタート。2007年7月、VfLボーフムのリザーブチームと契約を結んだ。
2009年5月、シャルケ04に移籍。2009年9月のVfLヴォルフスブルク戦で念願のプロデビュー。
2011年6月、ヴェルダー・ブレーメンに移籍。
2020年5月9日、VVVフェンローと2年契約を交わした。

## タイトル
- シャルケ04
  - DFBポカール (1): 2010–11
- フォルトゥナ・デュッセルドルフ
  - 2. ブンデスリーガ (1): 2017–18